# تجنيس التوأم
تجنيس التوأم هو أن يؤتى بكلمتين متشابهتين خطا لا لفظا يسمى كلاهما توأما، نحو ﴿وهم يحسبون أنهم يحسنون صنعا﴾؛ ويقال له أيضًا جناس التصحيف والجناس المصحف. والبيت المتؤوم (ج. الأبيات المتائيم) هو البيت ذو اللفظين التوأمين.